# Hương Giang (sinh 1970)
Nguyễn Hương Giang (sinh ngày 6 tháng 6 năm 1970), thường được biết đến với nghệ danh Hương Giang, là một nữ diễn viên, nhà biên kịch, người dẫn chương trình truyền hình và người mẫu người Việt Nam.
Cô đăng quang danh hiệu Hoa hậu Điện ảnh 1991 nhưng đam mê chính của cô lại là kịch nóivà nơi cô dành phần lớn thời gian là sân khấu thay vì phim trường. Gây ấn tượng qua những vai diễn như bán phản diện trong Người đẹp Tây Đô (1996) hay nữ chính trong Người đàn bà ngủ trên mái nhà (2015), tính đến nay cô tham gia hơn 40 bộ phim và 100 vở kịch.
Hơn 30 năm hoạt động trong lĩnh vực nghệ thuật, nghệ sĩ Hương Giang vẫn được khen ngợi hết lời. Cô từng cho biết mong muốn của mình là dành hết nỗ lực, tâm huyết với nghề, không để bị hào quang danh xưng Hoa hậu Điện ảnh làm ảnh hưởng.

## Tiểu sử
Nguyễn Hương Giang sinh ngày 6 tháng 6 năm 1970 tại Thành phố Hồ Chí Minh.

## Sự nghiệp
Năm 1993, cô được mời tham gia bộ phim Tạm biệt sông Ba của Hàn Quốc lấy bối cảnh Chiến tranh Việt Nam, trong phim, cô vào vai Dung, một người phụ nữ Việt Nam và là vợ của Binh trưởng Jin.
Năm 2024, Hương Giang tham gian Liên hoan Sân khấu Thành phố Hồ Chí Minh và nhận được Huy chương Bạc.

## Đời tư
Hương Giang đổ vỡ hôn nhân khi con trai còn nhỏ. Bao năm qua, chị làm mẹ đơn thân, nuôi dạy con trai Bảo Duy khôn lớn. Thuở nhỏ, Bảo Duy tham gia nhiều quảng cáo, đóng kịch và phim. Dù vậy, Hương Giang không định hướng con theo nghệ thuật mà tập trung việc học thật tốt. Hiện con trai nữ diễn viên theo học ngành Du lịch, từng đoạt danh hiệu Sinh viên tiêu biểu khiến mẹ tự hào.
Ở tuổi 50, Hương Giang không mong chờ vào một bến đỗ hôn nhân.

## Danh sách phim

### Phim điện ảnh
- Sơn thần thủy quái (1990) (vai Nàng Đen)
- Ngọc trảng thành công (1991)
- Tây Sơn hiệp khách (1991) (vai Tứ Xuyên)
- Chuyện tình thời sida (1991)
- Xác chết trên cao nguyên (1992)
- Vĩnh biệt mùa hè (1992) (vai Hoa)
- Nụ hôn thần chết (2008) (vai Hoàng hậu của Vua Thần chết)
- Giải cứu thần chết (2009) (vai Mẹ Hà My)

### Phim truyền hình
- Tạm biệt sông Ba (1993) vai Dung
- Người đẹp Tây Đô (1996) vai Tư Ngân
- Đất phương Nam (1997) vai Tư Mắm (diễn viên lồng tiếng)
- Mùi ngò gai (2006) vai Oanh
- Cái bóng bên chồng (2007) vai Lan Tím
- Ký túc xá (2007) vai Giúp Việc Nhà Kiên
- Luật đời (2007) vai Hằng
- Gia đình phép thuật (2009) vai Chi Chi
- Mày râu làm vợ (2010) vai Bà Hạnh
- Cuộc chiến hoa hồng 2 (2010) vai Bà Vi
- Mẹ và con trai (2011) vai Bà Phương
- Hương Vị ô mai (2011) vai  Bà Hằng
- Thế Giới Diệu Kỳ vai Bà Hà
- Mắt Bướm (2012) vai Bà Thủy
- Sỏi đá cũng biết yêu (2012) vai Dì Khuyên
- Bí mật đàn ông (2013) vai Bà Phương
- Đam mê nghiệt ngã (2014) vai Bà Sa
- Nhà không có mẹ chồng (2014) vai Bà Diệu
- Gia đình ngũ quả phần 1 (2014) vai Bà Hương
- Mắt lụa (2015) vai Tiểu Thư Huỳnh Nga
- Hạnh phúc bất tận (2015) vai  Bà Lài
- Hot girl làm vợ (2016) vai Mẹ My
- Sống trong bóng đêm (2017) vai Bà Hoa
- Xóm trọ nghệ sĩ (2018) vai Bà Giang
- Văn phòng ma nữ (2019) vai Hồn Nhiên
- Bẫy danh  vọng (2021) vai Bà Hồng
- Giấc mơ của mẹ (2022) vai Bà Ngọc
- Bác sĩ hạnh phúc (2023) vai Bà Hoàng Yến
- Xóm đường ray (2023) vai Bà Tám Tươi
- Văn phòng hôn nhân (2024) vai Bà chủ phòng
- Nhà là nơi để về (2024)  vai Bà Ngọc Vàng
- Gia vị tình thâm (2024) vai Bà Hồng
- Mẹ biển (2025) vai Bà Hậu

## Danh sách kịch

### Kịch truyền hình
- Trai quê (vai Hương) (1993)
- Gót sen 3 tấc (vai U Phan) (1994)
- Trong nhà ngoài phố: Ai tát biển đông (vai Lài) (1995)
- Trong nhà ngoài phố: Có những ông chồng (1995)
- Đi tìm lời đáp (vai Thùy) (1996)
- Lửa thử vàng (vai Tuất) (1997)
- Chuyện ngày xưa 62: Giải cứu mùa xuân (phần 1) (vai Ô Xin) (2005)
- Chuyện ngày xưa 63: Giải cứu mùa xuân (phần 2) (vai Ô Chôm, Ô Cướp, Ô Tội) (2005)
- Chuyện như cổ tích (vai Thảo) (2006)
- Quán ăn vui vẻ (2008)
- Vụ án cọp và hươu (vai thỏ) (2010)
- Con ơi đừng khóc (vai mẹ điên) (2015)
- Nhân danh công lý (vai Vân)
- Nhà chung (vai Hoa) (2025)
- Loạt kịch: Tâm hồn cao thượng
- Loạt kịch: Trong nhà ngoài phố
- Loạt kịch: Chuyện bốn mùa

### Kịch sân khấu
- Đùa với tình yêu (vai Minh Đan) (1994)
- Thuyền tình (vai vợ Minh Đô) (1998)
- Tám người đàn bà (vai Bích) (2001)
- Cô chủ quán xinh đẹp (vai Mén) (2002)
- NXXN 5: Cô bé lọ lem (vai Mồng Gà) (2003)
- NXNX 6: Người đẹp và quái vật (vai bé chổi, Liệu Huệ) (2003)
- Mười hai bà mụ (vai bà mụ Hoàng Thị Mộng Mười Hai) (2003)[10]
- NXNNX 10: Huyền thoại nữ thần Lee Kim Chi (vai Thủy) (2005)
- Thuyền tình (vai bà bầu) (2005)
- Trái tim nhảy múa (Vai Hà Ny) (2005)
- Nụ cười của biển (2005)
- NXNX 11: Cậu bé rừng xanh (vai cô công) (2006)
- NXNX 12: Nàng Bạch Tuyết lạc bảy chú lùn (vai công chúa Chích Chòe) (2006)
- Ngôi nhà anh túc (vai cô Yến) (2006)
- Trái tim nhảy múa (Vai Hà Ny) (2006)
- Người đàn bà không ngủ (2006)
- Chuyện thần tiên 1: Cô bé tí hon lạc vào xứ sở thần tiên (vai bà mẹ) (2007)
- Cưới vợ cho ai (vai Như Xuyến) (2007)[11][12]
- Yêu đi thôi (2008)[13]
- NXNX 14: Sơn Tinh Thủy Tinh ( vai người hát lúc mở màn & con rắn ) (2007)
- NXNX 15: Hoàng tử Ai Cập (vai con mèo) (2007)
- NXNX 16: Chuyện thần tiên xứ phù tang (vai bà đỡ) (2008)
- NXNX 17: Phù đổng thiên vương (vai dân làng) (2009)
- NXNX 17: Lá cờ thêu sáu chữ vàng (vai dân làng) (2009)
- NXNX 18: chàng lang thang và nàng Tùy Tiện (vai tiên lóng lánh, khách Nhật Bản) (2009)
- NXNX19: Phù thuỷ lắm chiêu (vai bé gái)
- CNX 3: Con gái nàng tiên cá (vai tôm Mê Muội) (2009)
- Cuộc chơi nghiệt ngã: Thư Quỳnh (2009)
- Đùa với bóng (vai Kiều) (2009)
- NXNX 20: Cậu bé Khoai Lang Tây và ba bà tiên (vai chị Hương Giang & thần mùa đông) (2010)
- Tơ duyên (vai Bạch Phát Ma Nữ, bà Nguyên) (2011)
- Ngàn năm tình sử (2011)
- Tấm da hổ (2011)[13]
- NXNX 24: Chúa tể muôn loài (vai khỉ pháp sư) (2012)
- Trái tim nhảy múa (vai bà Hiền) (2012)
- Một ngày làm vua (vai nàng tiên cá) (2012)[14]
- NXNX 25: Hoàng tử xấu xí và cô gái tóc vàng (vai thần hạnh phúc) (2013)
- NXNX 26: hoàng tử gấu và hạt đậu thần (vai bà tiên đậu đỏ, nấm) (2013)
- Cưới vợ cho ai (vai Như Xuyến) (2013)
- Hồn bướm mơ điên (vai bà Phụng Hoàng (bé Hòn)) (2013)
- Xóm vịt trời (vai Đào) (2013)
- Mười hai bà mụ (vai bà mụ Hoàng Thị Mộng Mười Hai) (2013)
- NXNX 27: Cuộc chiến của ông kẹ và các bà mẹ (vai nữ thần nông nghiệp) (2014)
- Trùm lừa (vai bà luật sư Hoàng Hôn) (2014)
- Anten khu phố (vai Mai) (2014)
- Linh vật hoàng triều (vai Thúy Nương) (2014)
- Sơn ca không hót (vai Hàn Mạc Sầu) (2015)
- Tơ duyên (vai Bạch Phát Ma Nữ, bà Nguyên) (2015)
- Người mua hạnh phúc (vai y tá Hà) (2015)
- Mười hai bà mụ (vai bà mụ Hoàng Thị Mộng Mười Hai) (2015)
- Ngũ quý kỳ phùng (vai bà mẹ nghèo khó) (2015)
- Chuyện làng quê (2015)
- Mối tình trớ trêu (2015)
- Vị ngọt yêu thương (2015)
- Nghèo khôn giàu khó (2015)
- Cái bóng của người khác (2015)
- Tiên Nga (vai Võ phu nhân) (2017)
- Sắc màu (vai cô Hương) (2017)
- Tứ đại mỹ nhân (vai Lan) (2018)[15]
- NXNX 31: Alibaba với đầy đủ 40 tên cướp với cây đèn thần của Aladdin nữa đó (vai Saphi) (2018)[16]
- Mơ giấc tình tình (vai tiên mơ) (2019)[17]
- Bởi vì ta yêu nhau (2019)[18]
- NXNX 32: Truy tìm thủy long kiếm (vai bà lão) (2019)
- Mưu bà Tú (vai Anh Thư) (2020)[19][20]
- Ác nhân cốc (vai cô Lon) (2020)[19][20]
- Cậu Đồng (vai Sen) (2020)
- NXNX 33: Cuộc phiêu lưu của thuyền trưởng Sinbad-Đại chiến nàng Tiên Cá (vai Tiên cá Mê Sảng) (2022)
- Cưới vợ cho ai (vai Như Xuyến) (tái diễn 2022)
- 12 bà mụ (vai bà mụ Hoàng Thị Mộng Mười Hai) (tái diễn 2022)[21]
- NXNX 34: Nàng công chúa và chiếc áo tầm gai (vai nữ tể tưởng) (2023)
- Giáng Hương (vai cô đào Liễu Mỹ Huệ) (2023)
- Ngôi nhà trong mây (vai cô Tươi) (2023)
- Duyên thệ (vai bà giáo Lệ) (2023)
- Ngũ quý tương phùng (vai bà mẹ nghèo khó) (2023)
- Nội tình của ngoại tình (vai cô giáo Trang) (2024)
- Ngũ quý tương phùng (vai Tâm) (2025)
- Những con ma nhà hát (vai Mây) (2025)
- Lộ hàng - Leaked ( vai Cô tiểu thư ) (2025)
- Xóm vịt trời ( vai Đào ) (2025)
- Nơi bắt đầu kết thúc (2025)

### Hài kịch
- Danh hài đất Việt: Siêu lừa (vai bà Hai) (2015)
- Danh hài đất Việt: Bí kíp giữ chồng (vai bà Tám) (2015)
- Chuyến xe bão táp
- Tham lam hại thân
- Tiết mục Cổ
- Sĩ diện
- Chuyện nhà Lai
- Soi mình trong gương
- Cầm tù

## Tác giả
- Vở kịch Yêu đi thôi (2008)
- Vở kịch Tấm da hổ (2010)
- Vở kịch Xóm vịt trời (2012)
- Vở kịch Ngũ quý kỳ phùng (2015, 2019) (đồng tác giả với Tuấn Khôi)

## Chương trình truyền hình
| Năm        | Chương trình                                 | Thể loại             | Vai trò   | Đài   | Nguồn         |
| ---------- | -------------------------------------------- | -------------------- | --------- | ----- | ------------- |
| 2004, 2005 | Ngày xửa ngày xưa                            | TV show              | Diễn viên | HTV   | [ 22 ]        |
| 2014       | Tài tiếu tuyệt                               | Gameshow             | Diễn viên | HTV7  | [ 23 ]        |
| 2015       | Danh hài đất Việt                            | Gameshow             | Diễn viên | THVL1 | [ 24 ] [ 25 ] |
| 2017       | Phim trên THVL - Sống trong bóng đêm (Kỳ 81) | TV show              | Khách mời | THVL1 | [ 26 ]        |
| 2018       | Đấu trường Ẩm thực(Tập 44)                   | Gameshow             | Khách mời | VTV9  | [ 27 ]        |
| 2020       | Mỗi tuần một nhân vật - Tạp chí văn nghệ     | Talkshow truyền hình | Khách mời | HTV7  | [ 28 ]        |
| 2022       | Có hẹn lúc 22h                               | Gameshow             | Khách mời | HTV9  | [ 29 ]        |
| 2023       | Chuyện tối cùng sao                          | Talkshow truyền hình | Khách mời | THVL  | [ 30 ]        |

## Giải thưởng
- Hoa hậu điện ảnh (1991)[31]
- Huy chương bạc - Liên hoan Sân khấu Thành phố Hồ Chí Minh (2024)[32]